# Herbarium Normale: Schedae Centuriarum
Herbarium Normale: Schedae Centuriarum (abreviado Herb. Norm. Sched. Cent.) es un libro con ilustraciones y descripciones botánicas que fue escrito por el botánico pteridólogo austríaco Ignaz Dörfler. Forma parte de los exsiccatas con las partes 31-56, publicados desde 1894 hasta 1915.